# Børkop Station
Børkop Station er en dansk jernbanestation i stationsbyen Børkop mellem Vejle og Fredericia i Sydjylland.
| Stationsbygningen fra 1868 er tegnet af N.P.C. Holsøe |  | Stationsbygningen fra 1868 er tegnet af N.P.C. Holsøe |
| Stationsbygningen fra 1868 er tegnet af N.P.C. Holsøe |  |                                                       |